# Lamsbach (Rodalb)
Der Lamsbach ist ein insgesamt 4,6 Kilometer langer linker Zufluss der Rodalb und nach der Merzalbe sowie dem Steinbach ihr drittlängster Zufluss.

## Geographie

### Verlauf
Der Lamsbach entspringt im Nordosten der Gemarkung der Stadt Pirmasens nördlich des Stadtteils Ruhbank. Bereits 200 Meter weiter nördlich ist er zum Eisweiher aufgestaut. Er nimmt nach rund zwei Kilometern unmittelbar östlich des Stadtviertels Horeb von links den Dankelsbach auf.
Anschließend passiert er die Nordflanke des Glasberg und die Nordostflanke des Kleinen Arius. In diesem Bereich befindet sich außerdem das denkmalgeschützte Forsthaus Lambsbacher Hof. Schließlich überschreitet er die Gemarkungsgrenze zur Ortsgemeinde Münchweiler an der Rodalb, verläuft anschließend am südlichen Rand eines Industriegebiets und mündet schließlich auf Höhe des Münchweilerhofs von links in die Rodalb.

### Einzugsgebiet
Das Einzugsgebiet des Lamsbachs grenzt im Südwesten an das der Felsalb, im Westen an das des Blümelsbachs, im Norden an das der Rodalb unter- und im Südosten oberhalb der Lamsbach-Mündung.

## Verkehr
Entlang dem Oberlauf des Lamsbachs führt die Landesstraße 484 und anschließend bis zur Mündung die Bundesstraße 10. Kurz vor seiner Mündung wird er außerdem von der Kreisstraße 36 überbrückt.

## Tourismus
Unmittelbar östlich oberhalb des Lamsbachoberlaufes führt für rund 200 Meter der Rundwanderweg Pirmasenser Felsenwald in der Nähe seines rechten Ufers entlang.